# Гросс (Небраска)
Гросс (англ. Gross) — селище (англ. village) в США, в окрузі Бойд штату Небраска. Населення — 3 особи (2020).

## Географія
Гросс розташований за координатами 42°56′46″ пн. ш. 98°34′11″ зх. д. / 42.94611° пн. ш. 98.56972° зх. д. (42.946080, -98.569735).  За даними Бюро перепису населення США в 2010 році селище мало площу 0,33 км², уся площа — суходіл.

## Демографія
Згідно з переписом 2010 року, у селищі мешкали 2 особи в 1 домогосподарстві у складі 1 родини. Густота населення становила 6 осіб/км².  Було 4 помешкання (12/км²).
Расовий склад населення:
| - 100,0 % — білих |

До двох чи більше рас належало 0,0 %. Частка іспаномовних становила 0,0 % від усіх жителів.
За віковим діапазоном населення розподілялося таким чином: 0,0 % — особи молодші 18 років, 100,0 % — особи у віці 18—64 років, 0,0 % — особи у віці 65 років та старші. Медіана віку мешканця становила 49,0 року. На 100 осіб жіночої статі у селищі припадало 100,0 чоловіків;  на 100 жінок у віці від 18 років та старших — 100,0 чоловіків також старших 18 років.
Цивільне працевлаштоване населення становило 3 особи. Основні галузі зайнятості: освіта, охорона здоров'я та соціальна допомога — 100,0 %.